# Mark Price
William Mark Price (Bartlesville, Oklahoma; 15 de febrero de 1964) es un exjugador y entrenador de baloncesto estadounidense que disputó doce temporadas en la NBA. Con 1,83 metros de altura, jugaba en la posición de base.
Considerado uno de los mejores bases de la historia de la liga cuya carrera quedó mermada por las lesiones. Muchos expertos y analistas deportivos coinciden en que Mark Price fue uno de los jugadores con mayor proyección en la Liga, y que sus graves problemas físicos fueron su limitante en la cúspide de su carrera profesional.[cita requerida]

## Trayectoria deportiva

### Universidad y draft

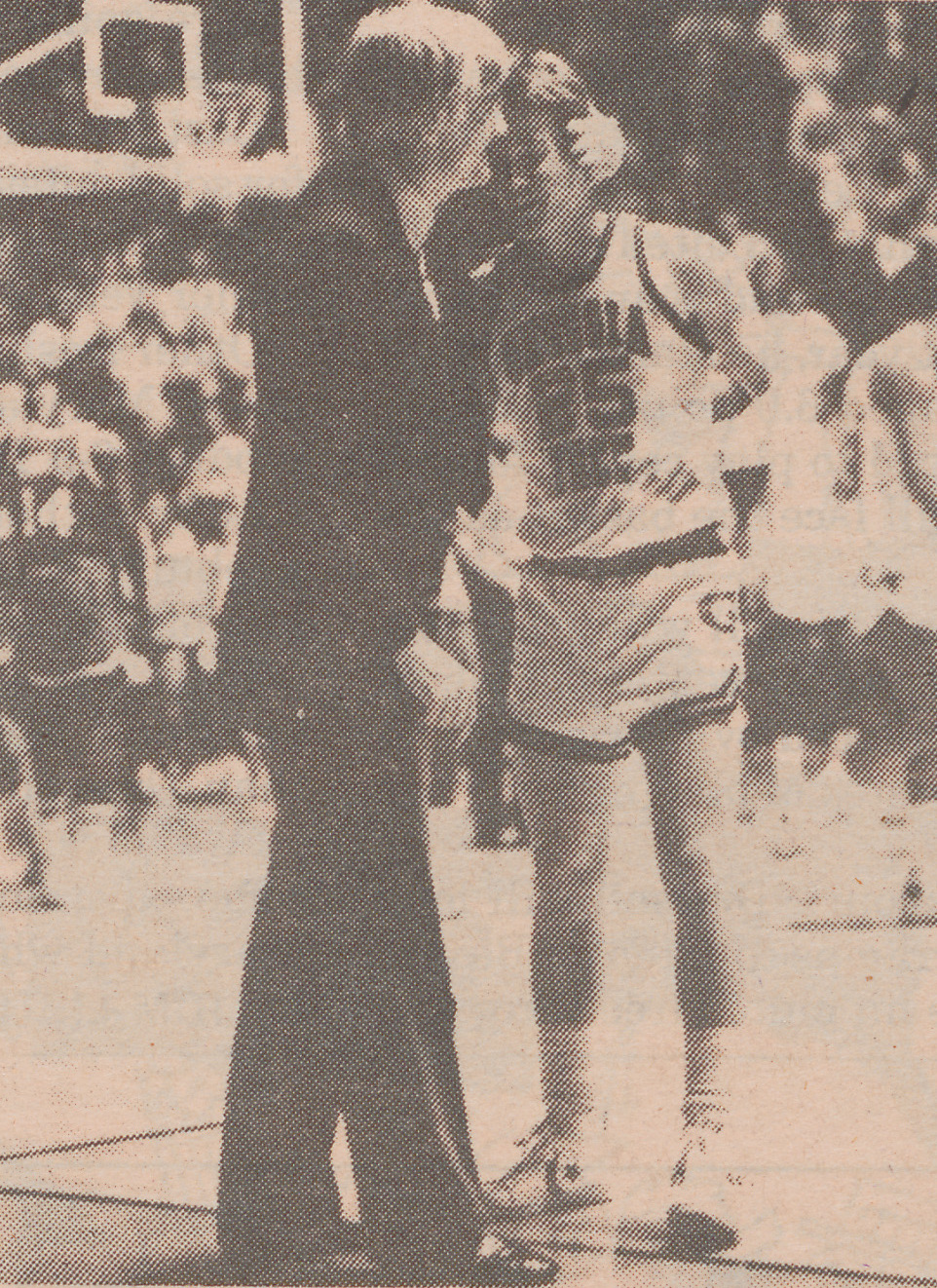
Price con Georgia Tech en 1985.

Fue elegido en segunda ronda del draft de 1986 con el número 25 por los Dallas Mavericks procedente de la universidad de Georgia Tech con los que ganó el campeonato estatal en 1985 (ACC Tournament) ganando en la final a North Carolina por 57-54 y siendo nombrado Mark Price MVP de la final. También fue nombrado All American como uno de los mejores jugadores universitarios en 1985 y 1986. Nunca llegó a jugar con los Mavericks, pues el mismo día que fue elegido en el draft lo traspasaron a los Cleveland Cavaliers, siendo una de las figuras más importantes de la historia de la franquicia.
En 1983 se proclama campeón invicto de los juegos panamericanos con la selección universitaria de Estados Unidos compartiendo quinteto titular con hombres como Michael Jordan, Wayman Tisdale y Sam Perkins que un año más tarde serían campeones olímpicos en Los Ángeles mientras que Mark Price que fue el jugador más destacado de la final junto a Michael Jordan se quedaría fuera de la cita olímpica inmerecidamente. De haber sido incluido en el equipo olímpico de Los Ángeles '84 seguramente hubiera conseguido una elección más alta en el draft y quizás hubiera optado al premio rookie del año como sí optó su compañero Ron Harper que quedó segundo (una apendicitis al principio de la temporada que le tuvo fuera de las canchas mes y medio también influyó en ello) en su lugar en Los Ángeles'84 fue "enchufado" Steve Alford que jugaba en la universidad del seleccionador Bobby Knight, base blanco que fracasó en la NBA.

#### Estadísticas
| Año     | Equipo       | PJ  | PT | MPP  | %TC  | %3P | %TL  | RPP | APP | ROB | TPP | PPP  |
| ------- | ------------ | --- | -- | ---- | ---- | --- | ---- | --- | --- | --- | --- | ---- |
| 1982–83 | Georgia Tech | 28  | -  | 36.4 | .435 | -   | .877 | 3.8 | 3.3 | 1.9 | .1  | 20.3 |
| 1983–84 | Georgia Tech | 29  | -  | 37.2 | .509 | -   | .824 | 2.1 | 4.2 | 1.9 | .0  | 15.6 |
| 1984–85 | Georgia Tech | 35  | -  | 37.2 | .483 | -   | .840 | 2.0 | 4.3 | 1.9 | .1  | 16.7 |
| 1985–86 | Georgia Tech | 34  | -  | 35.4 | .528 | -   | .855 | 2.8 | 4.4 | 1.8 | .1  | 17.4 |
| Total   | Total        | 126 | -  | 36.5 | .487 | -   | .850 | 2.6 | 4.0 | 1.9 | .1  | 17.4 |

### Profesional

#### Explosión
Mark Price era un jugador muy espectacular, rápido y muy hábil en tareas ofensivas: driblando, un excelente pasador y un gran tirador, de los mejores de la historia de la NBA. En defensa era un hábil recuperador de balones gracias a su velocidad. Uno de los mejores bases en salir de la presión de la historia de la liga gracias a su calidad técnica y manejo de balón y su rapidez. Gran utilizador de la famosa jugada pick 'n' roll, jugada que ponían en práctica él y Brad Daugherty o él y Larry Nance.
Uno de los mejores bases de la liga en los 90 y finales de los 80 liderando a unos prometedores Cleveland Cavaliers a los que el mítico Earvin "Magic" Johnson nombró como el equipo de los 90, una lesión de rodilla cortó su progresión y la de su equipo a finales de 1990. Se recuperó plenamente, y su equipo consiguió grandes registros como el récord de la historia de la franquicia de victorias en una temporada con 57 victorias por 25 derrotas en dos temporadas, 88/89 y 91/92, o las 54 victorias en la 92/93 que de no ser por las lesiones del mismo Price o de sus compañeros Brad Daugherty y Larry Nance hubieran repetido varias más temporadas.
Entre los logros en playoffs destaca la final de conferencia este de 1992 en la que perdieron por un meritorio 4-2 contra los Chicago Bulls de Michael Jordan tras una igualada serie y con problemas estomacales de Price en el quinto encuentro con la serie igualada 2-2. De hecho se considera a esos Cleveland Cavaliers como uno de los equipos de la historia de la liga que más lejos podrían haber llegado si no fuera por lesiones o decisiones controvertidas como la de enviar a Ron Harper a Los Ángeles Clippers a cambio de Danny Ferry. De hecho en la temporada 88-89 Cleveland lideraba la clasificación de toda la NBA con un récord de 31-8, por un 26-13 de Detroit Pistons (que ese año acabarían con 63-19 de récord y ganaron el primero de sus dos anillos). El 28 de febrero de 1989 se enfrentaron en cancha de Cleveland, los Pistons y los Cleveland Cavaliers de Mark Price, Ron Harper, Larry Nance y Brad Daugherty, ganaron los Cavaliers claramente 115-99 y se colocaron con un récord de 42-12 Cleveland por 36-16 Detroit, en una de sus famosas entradas a canasta Mark Price fue abatido brutalmente por un codazo en la cabeza por el jugador de Detroit Rick Mahorn en los últimos instantes del partido causándole una conmoción que le hizo perderse dos partidos, la NBA en lugar de sancionar duramente a Rick Mahorn, ni lo suspendió con ningún partido, como dando por bueno el juego sucio de Detroit. Basados en ese juego sucio Detroit acabó con 63 victorias y ganando el primero de sus dos anillos y Cleveland, un equipo con respeto al juego limpio por culpa de una lesión de Mark Price que se perdió siete partidos con un balance de 4-3 sólo para Cleveland y una incomprensible pérdida de protagonismo de Ron Harper (que pasó de promediar 19,4 puntos en 35,2 minutos a 17,1 puntos en 33,9 minutos) pasó de un balance de 43-12 (liderando la NBA, con una proyección para acabar con 64-18) a acabar con un pese a eso 57-25 (balance de 14-13 sólo para acabar). Aquel equipo de Cleveland tenía más talento que los Bad Boys de Detroit y pudieron haber ganado tantos o más anillos que ellos.
También en los playoffs de 1989 la eliminatoria entre Cleveland y Chicago es recordada por la canasta en el último segundo de Jordan que clasificaría a los Bulls para la siguiente ronda pero lo que la gente no sabe es que Mark Price no pudo jugar el primer partido de la serie disputado en Cleveland por una lesión, partido que ganaron los Bulls y que permitió al equipo de Jordan que sí jugó los 5 partidos de aquella serie, recuperar el factor cancha que tenía Cleveland por haber logrado 57 victorias en temporada regular por 47 de Chicago. De hecho en temporada regular en los enfrentamientos directos Cleveland también demostró su superioridad frente a Chicago con un inapelable balance de 6-0 para Cleveland gracias a Price, jugador clave del equipo que en ese 6-0 para Cleveland promedió 19,6 puntos y 7,6 asistencias con un 57,1% en tiros de campo 60,0% en triples y 89,5% en tiros libres. También otro jugador clave para Cleveland, Craig Ehlo, se perdió el tercer partido, que también perdieron los Cavs, y el 5 veces All Star Brad Daugherty lesionado en un pie bajó su rendimiento de 18,9 puntos y 53,8% en tiros de campo en temporada regular a 11,0 puntos y 36,0% en tiros de campo en aquella serie contra Chicago, una lesión en el pie que le hizo perderse toda la primera mitad de la temporada siguiente 89/90, sin estos 3 importantes contratiempos la serie de bien seguro se hubiera decantado para Cleveland, y sin permitir los árbitros el juego sucio de Detroit en las finales de conferencia muy posiblemente hubieran ganado el anillo aquel mismo año, y sino alguno de los siguientes, por algo Magic les consideró el equipo llamado a dominar los 90 (pero claro no sabía que se lesionaría Price y que traspasarían a Harper).
Ese traspaso de Ron Harper a Los Ángeles Clippers a principios de la 89/90, donde promedió ese año 22,4pts 6,3reb 5,9as 2,3rob y 1,1tap (antes de lesionarse gravemente la rodilla), fue clave para el ascenso de los Chicago Bulls en la liga y para la figura de Michael Jordan que al año siguiente ganaría su primer anillo con los Bulls. De hecho Jordan siempre afirma que el traspaso de Ron Harper fue el mayor favor que le hicieron en su carrera, porque entre otras cosas era de los pocos que podía competir con él y defenderle (otras ayudas destacadas en su carrera por ejemplo fueron cuando los Bulls se hicieron con un All Star, mejor defensor de la liga y máximo reboteador varios años seguidos como Dennis Rodman, a cambio de un  jugador de banquillo como Will Perdue que en los playoffs del 95 ya acabó ni jugando los minutos de la basura, un intercambio un tanto desigualado.., o como cuando utilizó a su agente David Falk para que los Knicks perdieran en la agencia libre a Xavier McDaniel que les había complicado de mala manera los playoffs del 92 a los Bulls (4-3 en semis).
En junio de 1993 a punto estuvo de acontecer un hecho que podía haber cambiado la carrera de Mark Price y los New York Knicks sobre todo. Los New York Knicks por medio de su entrenador Pat Riley estaban muy interesados en contratarle, y ofrecieron primero a Charles Smith a cambio, luego ofrecieron a Charles Oakley y Greg Anthony, con la presencia de Price en el puesto de base esos Knicks que a la postre acabaron llegando a la final de la nba y la perdieron por bien poco (4-3 y con polémica en la última jugada del séptimo partido por una falta no pitada en un intento de triple de John Starks que podría haber dado la victoria a los Knicks) podrían haber sido campeones. El caso es que Mike Fratello, el entrenador de Cleveland no aceptó el cambio y el traspaso no se pudo realizar. Para muchos seguidores de Mark Price y comentaristas aquellos Knicks con Mark Price hubieran sido campeones.

#### Últimos años
En 1995 Mark Price es traspasado por los Cleveland Cavaliers a los jóvenes Washington Bullets de Chris Webber, Juwan Howard , Rasheed Wallace y Gheorghe Muresan a cambio de varias primeras rondas del draft, sin duda un equipo llamado a llegar lejos, pero se lesionaron Price y Webber para toda la temporada y el equipo sólo consiguió un récord de 39-43 aun así.
Se da la circunstancia que tras la lesión primero de Mark Price y después del que vino a sustituirle Robert Pack, se convirtió en el base titular del equipo su hermano Brent Price que realizó partidos memorables como contra los Chicago Bulls que a la postre serían campeones con 30 puntos y 13 asistencias del hermano menor de Mark.
Su padre Denny Price ostentó durante 35 años el récord estatal de puntos en un partido de la NCAA con 42 puntos anotados en el año 1955. Mark Price igualó el récord en 1982 jugando con Georgia Tech, y Brent Price lo batió anotando 56 puntos (con 9 triples) con la Universidad de Oklahoma en 1990.
Tras pasar el año casi en blanco con Washington por culpa de una lesión primero en el pie y luego en la mano volvió en la 96/97 para jugar con Golden State Warriors junto a Latrell Sprewell , Chris Mullin y Joe Smith.
Aquellos Warriors habían perdido mucho con el traspaso de Chris Webber por Gugliotta (al que luego traspasaron por Donyell Marshall), Joe Smith no era Webber y Rony Seikaly que habían fichado dos años antes para jugar de pívot justo se acababa de ir a Orlando por lo que no tenían juego interior en absoluto, además Mullin ya no era el mismo por las lesiones al igual que Price que aun así hizo buenos números teniendo en cuenta los minutos disputados, siendo titular casi todo el año pero disputando esta con BJArmstrong.
Al año siguiente es traspasado a Orlando Magic, el equipo promete bastante con Price y Anfernee Hardaway en el backcourt, pero nuevamente las lesiones afectan al equipo de Price y Hardaway se pierde casi todo el año, entre él, Nick Anderson y los veteranos Horace Grant y Rony Seikaly mantienen al equipo pero no es suficiente para clasificarlo para playoffs, eso sí, quedan muy cerca con un récord de 41-41, increíble con tantas lesiones.. además el entrenador Chuck Daly amante de la defensa recorta los minutos de Price que pese a eso es de los tres bases del equipo Mark Price, Derek Harper y Darrell Armstrong, el que mejor lo hace.
Tras esta temporada se produce el Lock Out y en febrero de 1999 Price que contaba con varias ofertas por ejemplo de Dallas Mavericks (donde hubiera compartido equipo con Steve Nash jugador al que muchos comparan con Price), prefiere retirarse aún pudiendo jugar varios años más en la liga prefiere dejarlo al ver que ya no es una estrella de la liga por culpa de las lesiones, que fueron mermando su velocidad sobre todo, según reconoce en varias entrevistas.

### Entrenador
Comenzó su periplo como entrenador en la temporada 1998–99, al unirse al cuerpo técnico del instituto Duluth High School, junto a su amigo Joe Marelle y la temporada siguiente se marcha a ser asistente de Bobby Cremins en Georgia Tech.
Cremins se retira y ambos dejan el puesto, y Mark se convierte en entrenador principal de la Whitefield Academy en Atlanta para la 2000–01.
En 2002, le otorgan el premio Coach Wooden "Keys to Life" Award.
En 2003, se hace asesor de los Denver Nuggets, y se convierte en analista televisivo de los Cleveland Cavaliers y los Atlanta Hawks.
En marzo de 2006, fue nombrado entrenador principal de los South Dragons de la NBL australiana, puesto en el que se mantuvo hasta octubre.
De cara a la 2007-08 se hace asesor de tiro de los Memphis Grizzlies, y de los Atlanta Hawks para la dos siguientes temporadas.
Para la 2010–11 se unió como asistente a los Golden State Warriors.
En diciembre de 2011, se une al cuerpo técnico de los Orlando Magic. En julio de 2012, fue el entrenador principal de los  Magic durante la NBA Summer League.
El 1 de julio de 2013, fue nombrado técnico asistente de los Charlotte Bobcats, uniéndose al cuerpo técnico de Steve Clifford.
El 25 de marzo de 2015 se anunció su contratación como técnico principal de los Charlotte 49ers de la G League. Puesto que mantuvo hasta el 14 de diciembre de 2017.
En septiembre de 2018, se une al cuerpo técnico de los Denver Nuggets como asesor de tiro para la temporada 2018-19.

## Estadísticas de su carrera en la NBA
|  | Récord de la liga |
|  | Líder de la liga  |

### Temporada regular
| Año      | Equipo       | PJ  | PT  | MPP  | %TC  | %3P  | %TL   | RPP | APP  | ROB | TPP | PPP  |
| -------- | ------------ | --- | --- | ---- | ---- | ---- | ----- | --- | ---- | --- | --- | ---- |
| 1986–87  | Cleveland    | 67  | 0   | 18.2 | .408 | .329 | .833  | 1.7 | 3.0  | .6  | .1  | 6.9  |
| 1987–88  | Cleveland    | 80  | 79  | 32.8 | .506 | .486 | .877  | 2.3 | 6.0  | 1.2 | .2  | 16.0 |
| 1988–89  | Cleveland    | 75  | 74  | 36.4 | .526 | .441 | .901  | 3.0 | 8.4  | 1.5 | .1  | 18.9 |
| 1989–90  | Cleveland    | 73  | 73  | 37.1 | .459 | .406 | .888  | 3.4 | 9.1  | 1.6 | .1  | 19.6 |
| 1990–91  | Cleveland    | 16  | 16  | 35.7 | .497 | .340 | .952  | 2.8 | 10.4 | 2.6 | .1  | 16.9 |
| 1991–92  | Cleveland    | 72  | 72  | 29.7 | .488 | .387 | .947  | 2.4 | 7.4  | 1.3 | .2  | 17.3 |
| 1992–93  | Cleveland    | 75  | 74  | 31.7 | .484 | .416 | .948  | 2.7 | 8.0  | 1.2 | .1  | 18.2 |
| 1993–94  | Cleveland    | 76  | 73  | 31.4 | .478 | .397 | .888  | 3.0 | 7.8  | 1.4 | .1  | 17.3 |
| 1994–95  | Cleveland    | 48  | 34  | 28.6 | .413 | .407 | .914  | 2.3 | 7.0  | .7  | .1  | 15.8 |
| 1995–96  | Washington   | 7   | 1   | 18.1 | .300 | .333 | 1.000 | 1.0 | 2.6  | .9  | .0  | 8.0  |
| 1996–97  | Golden State | 70  | 49  | 26.8 | .447 | .396 | .906  | 2.6 | 4.9  | 1.0 | .0  | 11.3 |
| 1997–98  | Orlando      | 63  | 33  | 22.7 | .431 | .335 | .845  | 2.0 | 4.7  | .8  | .1  | 9.5  |
| Total    | Total        | 722 | 578 | 29.9 | .472 | .402 | .904  | 2.6 | 6.7  | 1.2 | .1  | 15.2 |
| All-Star | All-Star     | 4   | 0   | 20.0 | .514 | .474 | .900  | 1.5 | 3.3  | 1.3 | .3  | 13.5 |

### Playoffs
| Año   | Equipo    | PJ | PT | MPP  | %TC  | %3P  | %TL   | RPP | APP | ROB | TPP | PPP  |
| ----- | --------- | -- | -- | ---- | ---- | ---- | ----- | --- | --- | --- | --- | ---- |
| 1988  | Cleveland | 5  | 5  | 41.0 | .567 | .417 | .960  | 3.6 | 7.6 | .6  | .0  | 21.0 |
| 1989  | Cleveland | 4  | 4  | 39.5 | .386 | .375 | .933  | 3.3 | 5.5 | .8  | .0  | 16.0 |
| 1990  | Cleveland | 5  | 5  | 38.4 | .525 | .353 | 1.000 | 2.8 | 8.8 | 1.8 | .2  | 20.0 |
| 1992  | Cleveland | 17 | 17 | 35.5 | .496 | .362 | .904  | 2.5 | 7.5 | 1.4 | .2  | 19.2 |
| 1993  | Cleveland | 9  | 9  | 32.0 | .443 | .308 | .958  | 2.1 | 6.1 | 1.7 | .0  | 13.0 |
| 1994  | Cleveland | 3  | 3  | 34.0 | .349 | .222 | .929  | 2.0 | 4.7 | 1.3 | .0  | 15.0 |
| 1995  | Cleveland | 4  | 4  | 35.8 | .300 | .235 | .970  | 3.0 | 6.5 | 1.5 | .0  | 15.0 |
| Total | Total     | 47 | 47 | 36.0 | .464 | .337 | .944  | 2.6 | 7.0 | 1.4 | .1  | 17.4 |

## Logros y reconocimientos
Incluido en el primer equipo de la NBA en la temporada 1992/93 por delante de hombres como John Stockton, Isiah Thomas, Tim Hardaway o Kevin Johnson Price fue 4 veces All Star siendo seleccionado una quinta vez en 1995 que no pudo disputar al lesionarse días antes y siendo substituido por su compañero de equipo Tyrone Hill. En el All star del 94 quedó segundo en la votación por el MVP del partido de las estrellas tras una extraordinaria actuación con 20 puntos, ganando el galardón finalmente Scottie Pippen por poco. En el All Star de 1993 también fue el mejor de la conferencia Este con 6 triples anotados y 19 puntos en apenas 20 minutos de juego. Campeón dos veces del concurso de triples en 1993 y 1994, consiguiendo en la final del '94 24 puntos, metiendo 21 de los primeros 22 triples en la final, una de las mejores marcas de la historia del torneo, no pudo defender su reinado por lesión dos semanas antes en 1995 y poseedor en el momento de su retirada del mejor porcentaje de tiros libres en la historia de la NBA, con un 90,4% de acierto. Posteriormente le superaron Steve Nash y Stephen Curry pero si se contabilizan tanto temporada regular como playoffs Mark Price supera a todos en los 76 años de historia de la liga, que se dice pronto, con un 90,72%, por un 90,57% de Stephen Curry y un 90,38% de Steve Nash, contando también los playoffs.
Considerado hasta la llegada de LeBron James el mejor jugador de la historia de los Cavaliers y seleccionado en el quinteto ideal de la historia de la franquicia junto a Lebron James, Larry Nance, Brad Daugherty y Shawn Kemp (Ron Harper hubiera estado allí también de no haber sido traspasado en 1989).[cita requerida]
Fue campeón del mundo en 1994 con el Dream Team II, de hecho de no ser por su lesión de finales de 1990 seguramente hubiera ido al dream team original, legítimamente debería haber ido al Dream Team original puesto que en la temporada precedente a las olimpiadas, la 91/92, Price quedó séptimo en las votaciones por el MVP de la temporada y en aquel Dream Team podían ir hasta 12 jugadores, sobrándole hasta 5 plazas incluso de haber llevado a los 12 mejores y además jugó las finales de conferencia aquel año. Al año siguiente demostró su estatus no reconocido cuando fue nombrado el mejor base de la liga al ser elegido en el primer equipo de la liga. 
Considerado por Red Auerbach, el mítico entrenador de los Boston Celtics, uno de los 10 mejores bases de la historia de la liga.